# 博伊森莓
博伊森莓（英語：boysenberry）是由欧洲树莓（Rubus idaeus）、欧洲黑莓（Rubus fruticosus）、露莓（Rubus aboriginum）与罗甘莓（Rubus × loganobaccus）杂交而成的一种聚合浆果。其果实较大，重约8克，呈深栗色。 

## 历史
博伊森莓的确切起源尚不清楚，但目前已知的明确记录可以追溯到园艺家鲁道夫·博伊森，他从约翰·卢本（John Lubben）的农场获得了露莓–罗甘莓的亲本。
1920年代后期，美国农业部的园艺家乔治·M·达罗开始调查在加利福尼亚州阿纳海姆博伊森农场种植的一种红紫色大浆果。达罗当时向浆果专家沃尔特·诺特寻求帮助。尽管诺特从未听说过这种新浆果，但他同意协助达罗的调查。
达罗和诺特获知博伊森几年前放弃了他的种植实验并卖掉了他的农场。达罗和诺特并未因该消息而放弃调查，而是决定前往博伊森的旧农场。他们在荒废的农场中发现了杂草丛生的田地上尚存的几棵脆弱的藤蔓。于是，他们将其移植到诺特在加州比埃纳帕克的农场，在那里他将它们重新培育并结成果实。由此，诺特也成为了最早在南加州商业化种植这种浆果的人。
1932年，诺特开始在他的农场摊位上出售这种大而美味的浆果，颇受欢迎。当人们问及这种浆果的名字时，诺特以鲁道夫·博伊森的名字将其命名为“博伊森莓”。他家的小餐馆和馅饼生意最终发展成为了诺氏百乐坊乐园。随着博伊森莓越来越受欢迎，诺特夫人开始用其制作果酱，这也最终使得诺氏百乐坊声名远扬。
根据1940年时的统计，加州有599英亩的土地专门用于种植博伊森莓。这一数字在二战期间有所下降，但在1950年代再次上升而达到约2400英亩，以至于当时博伊森莓的产量甚至超过了原先更常见的树莓和黑莓。不过由于难以种植、沿海种植区易感染真菌病害、质软不易运输、产季较短等多种原因，博伊森莓于1960年代开始失宠。1980年代，新西兰专家通过来自加州与苏格兰的博伊森莓栽培品种与种质资源，开发出了五种新的博伊森莓无刺品种。
到2000年代初，新鲜的博伊森莓通常只由加州农民少量种植并在当地农场摊位和市场出售。大多数商业种植的博伊森莓主要来自俄勒冈州，它们被加工成果酱、馅饼、果汁、糖浆、冰淇淋等多种产品。截至2016年，新西兰是世界上最大的博伊森莓生产国和出口国。

## 栽培品种
自2007年以来，出现了一种新的名为“Newberry”或“Ruby Boysen”的改良品种，并通过加州的农产品市场和零售商销售。在澳大利亚还有一种博伊森莓与马里恩莓杂交的品种，称为“西尔万莓”（Silvanberry）。西尔万莓可以算作一种黑莓，具有许多其他黑莓品种的常见特征。西尔万莓植株寿命长（15到20年），是一种耐寒的多年生植物，易于生长、传播。

## 特征
博伊森莓是一种低矮的蔓生植物，其果实质地柔软、皮薄、味酸甜。成熟的果实容易渗出汁液，不耐储存，收获后几天内就会开始腐烂。